# 浮現祭
浮現祭（英文：Emerge Fest）是台灣的音樂節活動，由音樂策展單位浮現音樂主辦，自2019年起舉辦。首屆活動於臺中洲際棒球場舉行，2020年因 COVID-19 疫情停辦，自2021年起移至臺中市清水區舉行。
活動主題為「冒險」，內容包括音樂演出、市集、市區導覽等，並結合地景空間使用。歷年曾邀請台灣、日本、韓國、泰國、馬來西亞、新加坡、香港等地的演出者參與。

## 外部連結
- 浮現祭官方 Facebook
- 浮現祭官方 Instagram